# Соколов, Владимир Петрович (искусствовед)
Владимир Петрович Соколов (1883, Москва — 1962, Тбилиси) — российский и советский художник, искусствовед, педагог, специалист по истории и технике иконописи. Профессор Казанского педагогического института, член Союза художников СССР. Автор научных исследований в области живописи, деятель культурной жизни Казани и Тбилиси.

## Биография
Владимир Соколов родился в Москве в 1883 году. Его отец, Пётр Львович Соколов, был священником церкви Николы Стрелецкого у Боровицких ворот. Мать — Анна Ивановна Лебедева. Детство и юность провел в районе улицы Знаменки, где находился дом семьи. С юных лет занимался рисованием, интересовался историей и древними языками. В ранние годы посещал библиотеку Румянцевского Музея, расположенную неподалёку, где впоследствии познакомился со будущей супругой.
В 1908 году женился на Зинаиде Никифоровне Зайцевой — дочери дьякона Успенского собора в Москве, работавшей педагогом. У супругов было двое детей: сын Игорь Владимирович Соколов, погибший во время Великой Отечественной войны, и дочь Лидия Владимировна Соколова, врач-окулист, работавшая в Тбилиси. Внук — Олег Владимирович Канчели, физик-теоретик.
Соколов окончил Московскую духовную семинарию и затем Московскую духовную академию при Троице-Сергиевой лавре, где получил степень кандидата богословия  1908 году. После окончания Московской духовной академии Соколов был направлен на работу в Казанскую духовную семинарию, преподавал историю и искусствоведение в Казанской духовной семинарии и Казанском университете. Одновременно занимался исследованием истории иконописи и других аспектов искусства, он автор ряда исследований по технике и истории живописи.
В 1911 году стал действительным членом Общества археологии, истории и этнографии при Казанском университете. Также окончил Казанскую художественную школу, где учился у художников Николая Ивановича Фешина и Павла Петровича Бенькова. Дружил с художником и поэтом Павлом Александровичем Радимовым и его семьей.
Соколов был профессором Казанского педагогического института, преподавал там эстетику и историю искусства.
В 1917—1922 годах заведовал музейным фондом Казанского музейного подотдела, занимаясь сохранением церковных художественных ценностей. В связи с давлением со стороны властей, стремившихся к изъятию церковных ценностей, в 1922 вместе с семьей переехал в Тифлис. 
В Тифлисе жил на Казбекской улице в районе Вере. Был членом Союза художников СССР и участником многих художественных выставок, общался с представителями грузинской художественной интеллигенции, такими как художники Оскар Иванович Шмерлинг, Аполлон Караманович Кутателадзе, Уча Малакиевич Джапаридзе, Адольф Иосифович Шарлемань, Давид Несторович Какабадзе, Борисом Александровичем Фогелем, скульптором Яков Иванович Николадзе, Кирилл Михайлович Зданевич. Дружил с известным грузинским писателем Василием Захарьевичем Барновым, который как и он окончил Московскую духовную академию при Троице-Сергиевой лавре.
Соколов много рисовал и часто художники компаниями ходили на этюды за город.
Также в те времена В.П. Соколов работал над книгой о технике живописи и переписывался с известным художником Ильей Ефимовичем Репиным на эту тему. Книга не была издана.
В.П. Соколов скончался в 1962 г. и похоронен вместе с женой на кладбище Ваке в Тбилиси.